# Holywell (Bedfordshire)
Pour l’article homonyme, voir Holywell.
 (février 2025).
Si vous disposez d'ouvrages ou d'articles de référence ou si vous connaissez des sites web de qualité traitant du thème abordé ici, merci de compléter l'article en donnant les références utiles à sa vérifiabilité et en les liant à la section « Notes et références ».
Holywell est un hameau du sud du Central Bedfordshire, près de sa limite avec l'Hertfordshire. Il est situé près de Whipsnade et Studham et fait partie de la paroisse civile de Studham (où il a été compté pour le recensement de 2011).